# Cathy Engelbert
Catherine « Cathy » Engelbert est une chef d'entreprise, puis de ligue sportive, américaine.
En février 2015, elle est nommée présidente-directrice générale de l'entreprise d'audit, de comptabilité et de conseil Deloitte LLP, la filiale américaine de Deloitte depuis mars 2015. Elle est la première femme à la tête d'une entreprise d'audit appartenant au « big four ». Selon le Wall Street Journal, cette nomination tend à fendre le plafond de verre auquel les femmes sont confrontées.
En 2016, elle est classée par le magazine Fortune quinzième femme la plus puissante des États-Unis.

## Biographie
Catherine Engelbert grandit à Collingswood dans le New Jersey avec cinq frères et deux sœurs,. Son père était responsable informatique et sa mère responsable d'un centre médical. En 1986, elle est diplômée de l'Université Lehigh en comptabilité. Pendant ses années à l'université, elle joue dans les équipes de basket-ball et de crosse  et devient capitaine des deux équipes. Une fois diplômée, elle reçoit la certification qui lui permet de pratiquer la comptabilité (CPA) et devient membre de l'American Institute of Certified Public Accountants qui regroupe les professionnels disposant de cette licence.
Elle est mère de deux enfants et vit à Berkeley Heights dans le New Jersey.

## Carrière
Catherine Engelbert rejoint Deloitte en 1986 et y reste jusqu’en 2019. Dans une interview, elle souligne la politique de Deloitte en faveur des femmes comme un élément déterminant de sa carrière.
Avant d'être nommé PDG de Deloitte LLP en mars 2015, elle a été PDG de la filiale d'audit Deloitte & Touche LLP. Elle y était entrée comme associée en 1998.
En mai 2019, elle est nommée présidente de la WNBA, la ligue féminine de basket-ball américaine.